# Rostamān
Rostamān (persiska: رُستَمان, رستمان) är en ort i Iran.   Den ligger i provinsen Kurdistan, i den nordvästra delen av landet, 400 km väster om huvudstaden Teheran. Rostamān ligger 1 545 meter över havet och antalet invånare är 201.
Terrängen runt Rostamān är huvudsakligen kuperad. Rostamān ligger nere i en dal.Runt Rostamān är det ganska glesbefolkat, med 50 invånare per kvadratkilometer. Närmaste större samhälle är Şāḩeb, 10,9 km norr om Rostamān. Trakten runt Rostamān består i huvudsak av gräsmarker.